# Stăncilova, Caraș-Severin
Stăncilova este un sat în comuna Șopotu Nou din județul Caraș-Severin, Banat, România.